# Tania Vicent
Pour les articles homonymes, voir Vicent.
Tania Vicent (née le 13 janvier 1976 à Laval, Québec) est une patineuse de vitesse sur piste courte canadienne.

## Palmarès
- Jeux olympiques[1]
  -  Médaille d'argent sur relais 3000 m aux Jeux olympiques d'hiver de 2010 à Vancouver
  -  Médaille d'argent sur relais 3000 m aux Jeux olympiques d'hiver de 2006 à Turin
  -  Médaille de bronze sur relais 3000 m aux Jeux olympiques d'hiver de 2002 à Salt Lake City
  -  Médaille de bronze sur relais 3000 m aux Jeux olympiques d'hiver de 1998 à Nagano
- Championnats du monde[1]
  -  Médaille d'argent sur relais 3000 m aux  Championnats du monde de 2008 à  Gangneung
  -  Médaille d'or sur relais 3000 m aux Championnats du monde de 2006 à  Minneapolis
  -  Médaille d'or sur relais 3000 m aux  Championnats du monde de 2005 à  Beijing
  -  Médaille d'argent sur relais 3000 m aux  Championnats du monde de 2003 à   Varsovie
  -  Médaille de bronze sur relais 3000 m aux  Championnats du monde de 2002 à  Montréal
  -  Médaille de bronze sur relais 3000 m aux  Championnats du monde de 2000 à Sheffield
  -  Médaille de bronze sur relais 3000 m aux  Championnats du monde de 1995 à Gjovik

## Honneurs
- 1998 : Médaille de l'Assemblée nationale[2]
- 2002 : Médaille d'honneur de l'Assemblée nationale[3]
- 2006 : Médaille d'honneur de l'Assemblée nationale[3]
- 2010 : Médaille de l'Assemblée nationale[2]